# Kattskär (naturreservat)
Kattskär är ett naturreservat som omfattar en ö med samma namn i Mälaren i Västerås kommun i Västmanlands län.
Området är naturskyddat sedan 1959 och är 4 hektar stort. På ön/reservatet växer gran, lärk, björk och klibbal vid stränderna.